# Reaktance
Reaktance (jalový odpor) je imaginární částí komplexní impedance elektrického obvodu. Reaktance indukčního charakteru se též nazývala induktance (indukční odpor), reaktance kapacitního charakteru se též nazývala kapacitance (kapacitní odpor).
Z důvodu možné záměny s anglickými termíny „inductance“ (= indukčnost) a „capacitance“ (= elektrická kapacita) se korektně užívají pouze názvy induktivní a kapacitní reaktance. Jak již norma ČSN ISO 31-5:1992 Veličiny a jednotky – Část 5: Elektřina a magnetismus, tak i její aktuálně platná nástupkyně ČSN EN IEC 80000-6:2023 Veličiny a jednotky – Část 6: Elektromagnetismus uvádějí pouze termín reaktance (položka 6-51.4), názvy kapacitance a induktance se již přes 30 let nedoporučují.
- Značka: {\displaystyle X\,\!}

- Jednotka SI: ohm, značka {\displaystyle \Omega }

## Impedance
Reaktance {\displaystyle X} a rezistance {\displaystyle R} elektrického obvodu tvoří komplexní impedanci {\displaystyle Z}:
{\displaystyle Z=R+jX},
kde
- {\displaystyle Z} je impedance; měří se v ohmech.
- {\displaystyle R>0} je rezistance; měří se v ohmech.
- {\displaystyle X>0} je reaktance; měří se v ohmech.
- {\displaystyle j\;=\;{\sqrt {-1}}} je imaginární jednotka

## Induktance
Induktance, správněji induktivní reaktance, je jalový odpor elektrického obvodu s indukčností bránící průchodu střídavého elektrického proudu. Induktance je imaginární část celkové impedance indukčního charakteru a je důsledkem přeměny energie budícího proudu na energii magnetického pole. Induktance není důsledkem změny elektrické energie v obvodu na tepelnou energii (tak jako elektrický odpor). Velikost induktance závisí přímo úměrně na indukčnosti a na úhlové frekvenci střídavého proudu. Ve stejnosměrných obvodech se induktance projevuje pouze u přechodových dějů.
Výpočet: {\displaystyle \ X_{L}=\ {\omega \cdot L}=\ {2\pi f}\cdot L}, kde {\displaystyle L} je indukčnost [H], {\displaystyle \omega } je úhlová frekvence [Hz], {\displaystyle f} je frekvence [Hz] a {\displaystyle \pi } je Ludolfovo číslo.
V RL obvodech induktance způsobuje fázový posuv mezi proudem a napětím. Proud procházející obvodem se zpožďuje za napětím. Induktanci lze využít při filtraci vysokofrekvenční a nízkofrekvenční složky střídavého proudu. Pro filtraci jsou používány laděné rezonanční obvody, s rostoucím kmitočtem proudu roste hodnota induktivní reaktance, pro proud s vyšší frekvencí představuje cívka velkou reaktanci a kondenzátor malou reaktanci, a naopak. Velikost akumulované energie v cívce vyjadřuje vztah {\displaystyle W_{L}={\text{½}}LI^{2}}. Proud v cívce nelze skokově měnit a proto se proud zpožďuje za napětím, cívka se brání změně protékajícího proudu.

## Kapacitance
Kapacitance, správněji kapacitní reaktance, je jalový odpor elektrického obvodu s kapacitou bránící průchodu střídavého elektrického proudu. Kapacitance je imaginární část celkové impedance kapacitního charakteru a je důsledkem přeměny energie budícího proudu na energii elektrického pole. Kapacitance není důsledkem změny elektrické energie v obvodu na tepelnou energii (tak jako elektrický odpor).
Velikost kapacitance závisí nepřímo úměrně na kapacitě a na úhlové frekvenci střídavého proudu. Ve stejnosměrných obvodech se kapacitance projevuje pouze u přechodových dějů.
Výpočet: {\displaystyle X_{C}={\frac {1}{\omega \cdot C}}=\ {\frac {1}{{2\pi f}\cdot C}}}, kde {\displaystyle C} je kapacita [F], {\displaystyle \omega } je úhlová frekvence [Hz], {\displaystyle f} je frekvence [Hz] a {\displaystyle \pi } je Ludolfovo číslo.
V RC obvodech kapacitance způsobuje fázový posuv mezi proudem a napětím. Proud procházející obvodem předbíhá napětí. Kapacitanci lze využít při filtraci vysokofrekvenční a nízkofrekvenční složky střídavého proudu. Pro filtraci jsou používány laděné rezonanční obvody, s rostoucím kmitočtem proudu klesá hodnota kapacitní reaktance, pro proud s vyšší frekvencí představuje kondenzátor malou reaktanci a cívka velkou reaktanci, a naopak. Velikost akumulované energie v kondenzátoru vyjadřuje vztah {\displaystyle W_{C}={\text{½}}CU^{2}}. Napětí na kondenzátoru nelze skokově měnit a proto se napětí zpožďuje za proudem, kondenzátor se brání změně svého napětí. Například ve stejnosměrných obvodech se po připojení vybitého kondenzátoru ke zdroji napětí projevuje kondenzátor jako zkrat, jeho impedance se blíží k nule. Po nabití kondenzátoru na napětí zdroje přestane proud kondenzátorem procházet, jeho impedance blíží k nekonečnu.